# ۲۵۴ آگوستا
سیارک ۲۵۴ (به انگلیسی: 254 Augusta) دویست و پنجاه و چهارمین سیارک کشف شده‌است که در ۳۱ مارس ۱۸۸۶ و در وین کشف شد.
قدر مطلق سیارک برابر ۱۲٫۱۳ است.